# 巴里酋長國
巴里酋長國，是阿拉伯人在義大利南部城市巴里成立的酋長國，由847年生存至871年。
在841年，一個來自阿爾及利亞的柏柏爾人卡爾夫尼曾短暫佔領巴里，但因不受其他穆斯林國家支持而失敗。而他的穆法拉吉·伊本·薩拉姆得到阿拔斯王朝哈里發穆塔瓦基勒和埃及總督的承認，被授予省長的稱號。
該國有3任埃米爾，在該時代酋長國奴隸貿易，葡萄酒貿易和貿易陶蓬勃發展，清真寺，宮殿，和公共工程也大量興建點綴該地。
在871年該國被義大利國王路易二世和拜占廷海軍聯攻下覆滅。